# كيرون سميث الولد (رواية)
كيرون سميث الولد (بالإنجليزية: Kieron Smith, Boy)‏ هي رواية للكاتب الإسكتلندي جيمس كيلمان، نشرت عام 2008، عن دار نشر هاميش هاملتون.